# Mölndal
Mölndal ( ouça a pronúncia) é uma cidade da província histórica da Västergötland, no sul da Suécia.

Está situada a sudeste de Gotemburgo, à qual está ligada, e com a qual forma a Área Metropolitana de Gotemburgo.

É uma importante cidade industrial desde o século XIX e hoje é caracterizada pelo seu alto nível tecnológico.

## Património
- Palácio de Gunnebo[5]
- Hipódromo de Åby[1]
- Igreja de Fässberg[6]

Mölndal
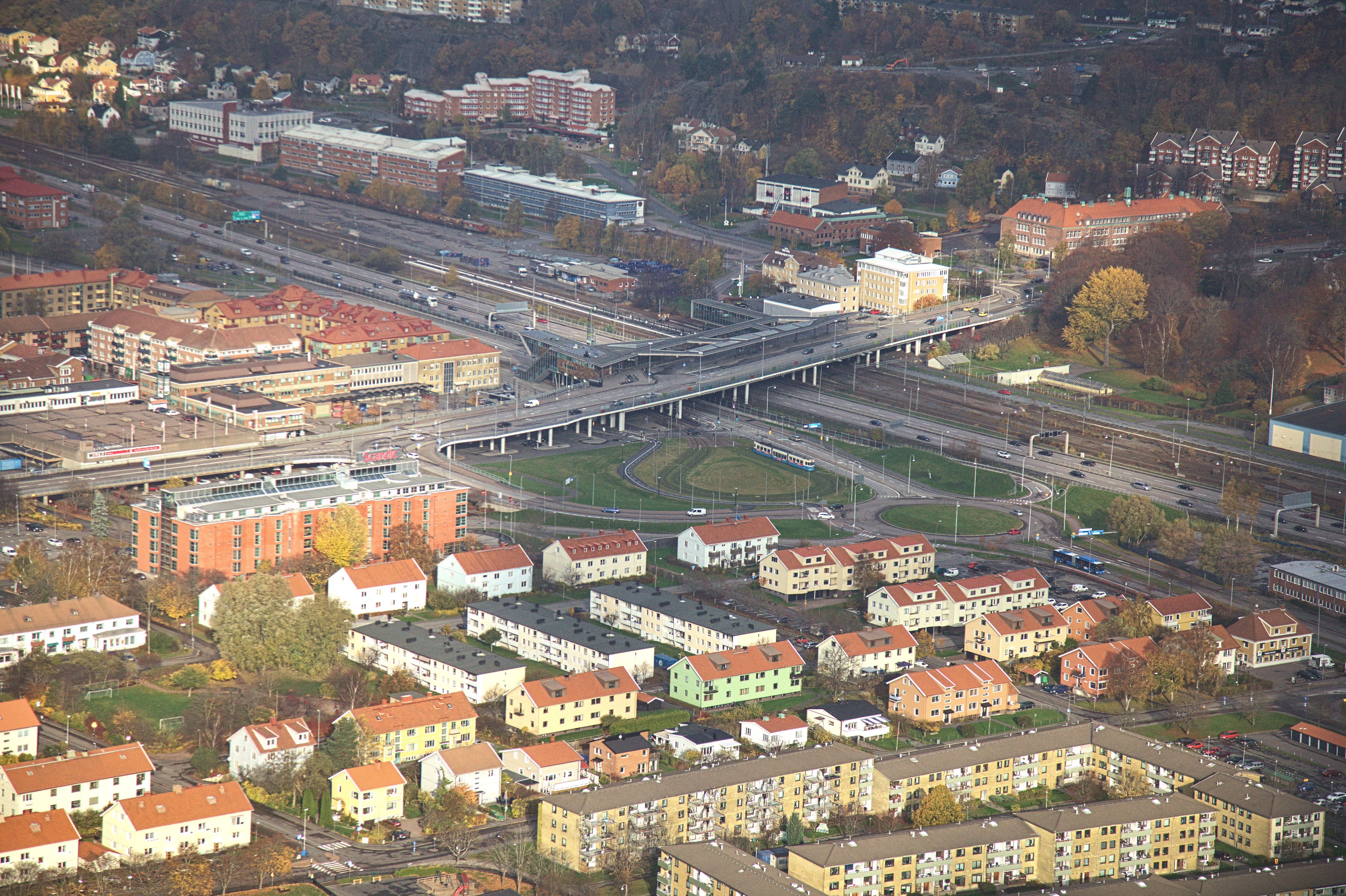
Vista aérea da cidade
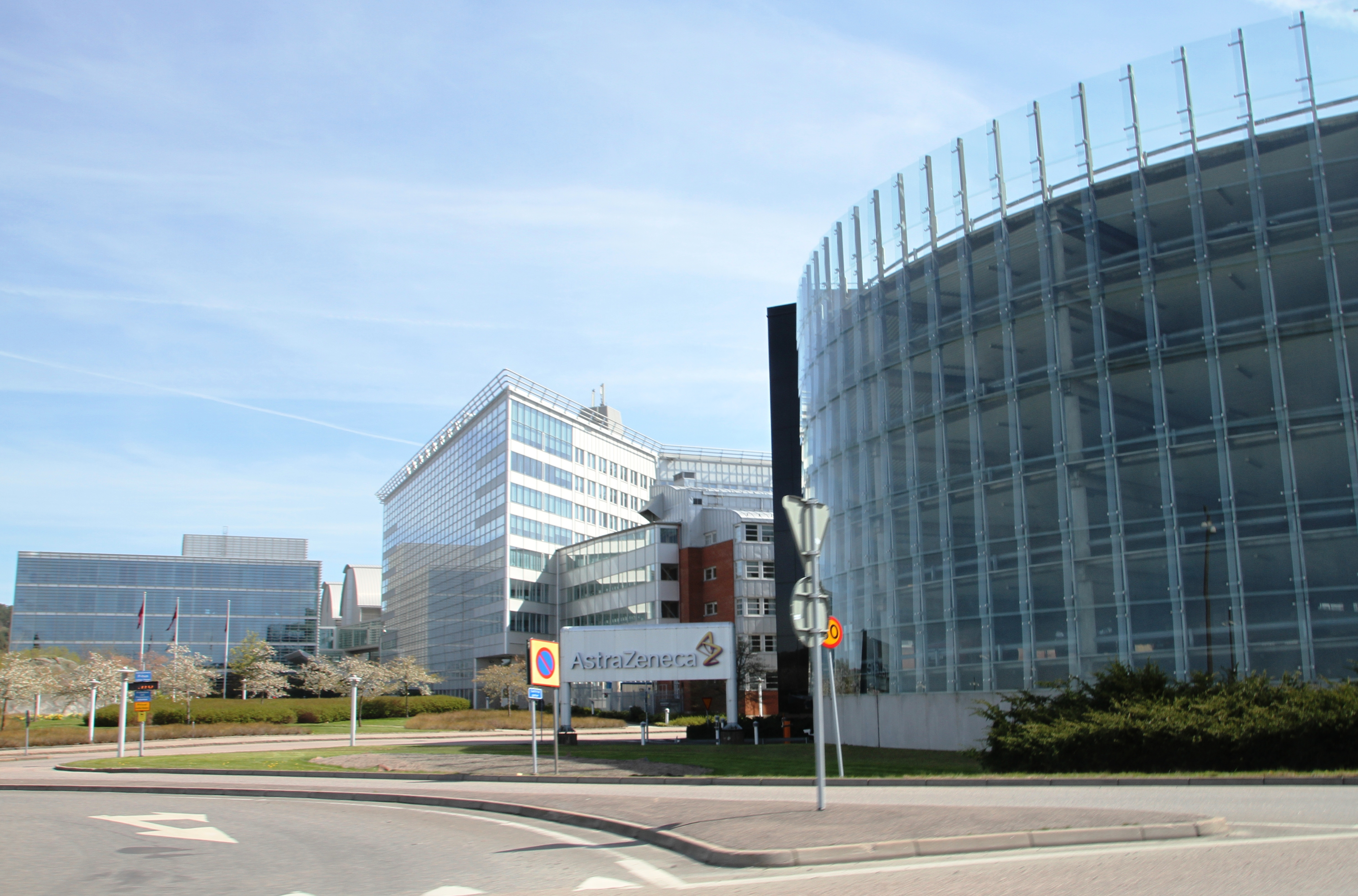
Empresa de produtos farmacêuticos Astra Zeneca
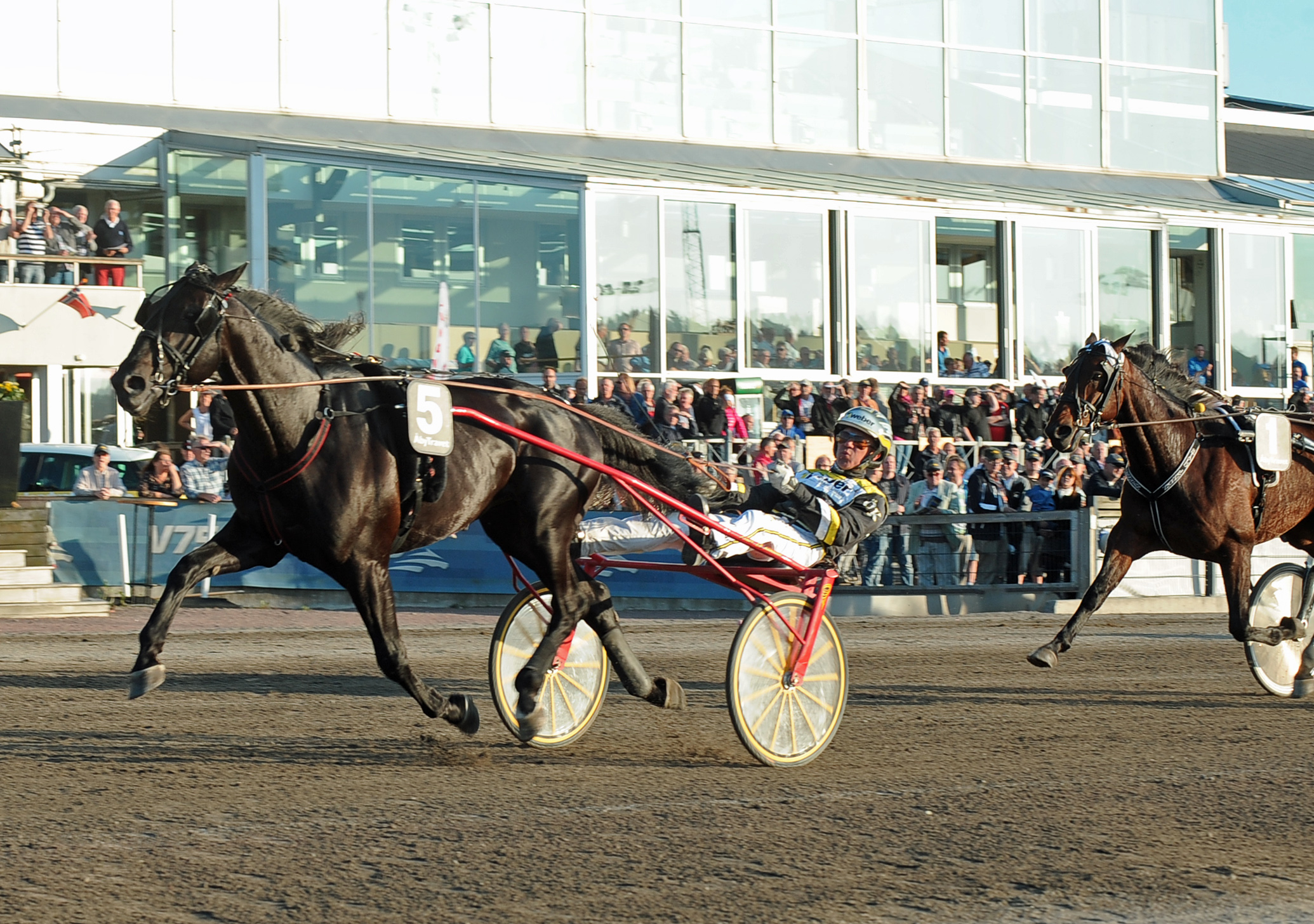
Hipódromo de Åby
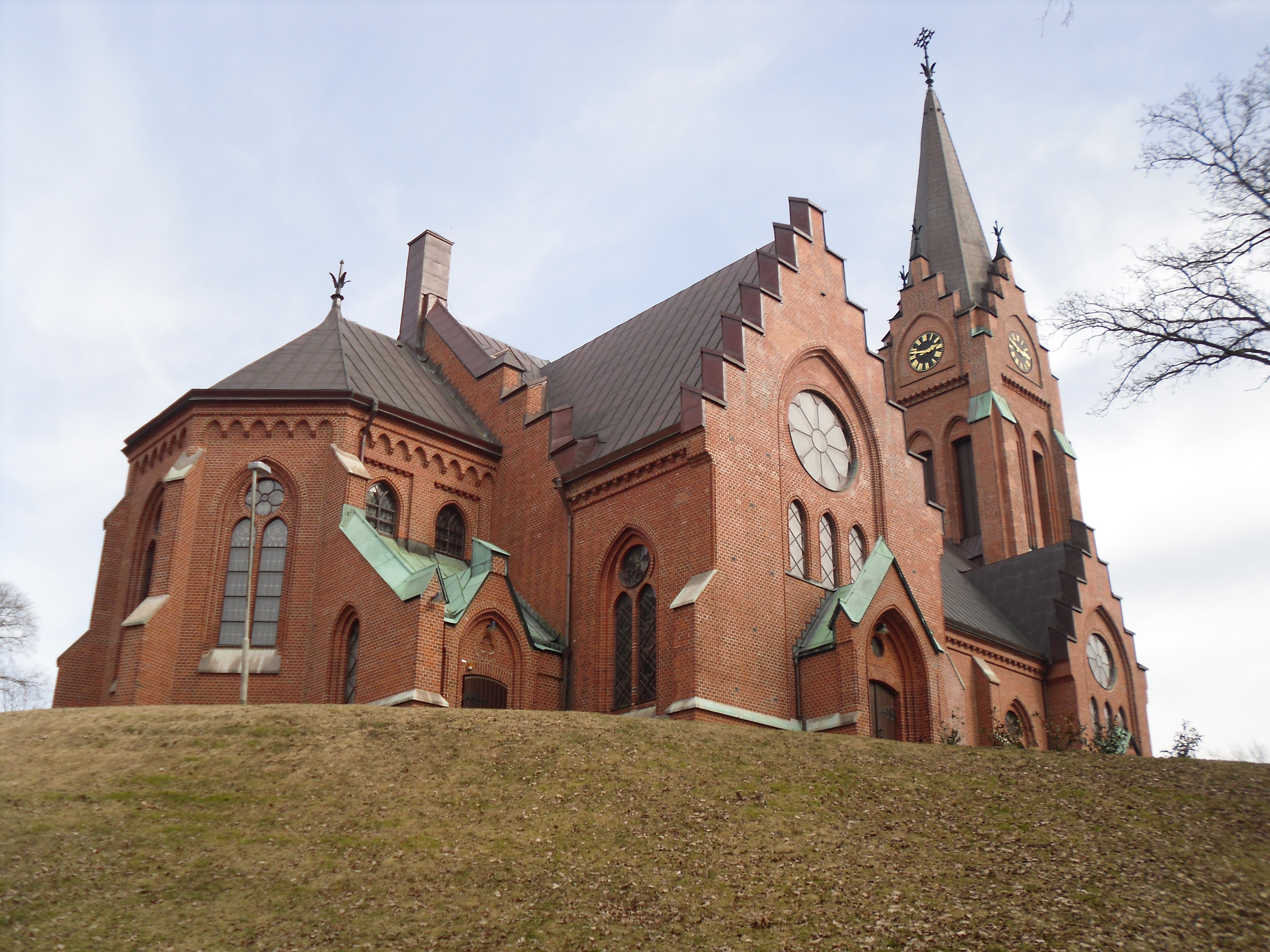
Igreja de Fässberg